# Adonijáš
Jméno Adonijáš se vykládá jako Pán můj jest Hospodin. Je to čtvrtý syn krále Davida podle vyprávění z 2Sa 3:4 a 1Pa 3:2.
Když zestárl jeho otec, král David, činil si Adonijáš nároky na trůn. Byl v tom podporován vlivnou dvorskou stranou s knězem Abiatarem a vojevůdcem Joábem v čele, v opozici stála skupina představovaná prorokem Nátanem. Ta podporovala Davidova syna Šalomouna. Její matce Batšebě totiž král David slíbil, že její syn bude králem. Tato strana zvítězila, zvláště když Adonijáš z nedočkavosti se dal prohlásit u studnice Rogel za krále ještě za života Davidova - 1Král 1, 33–40 (Kral, ČEP). Šalomoun po nástupu na trůn dal sice Adonijášovi milost, ale když tento pak chtěl za ženu krásnou Šunamítku, která ve stáří ošetřovala Davida a podle orientálních zvyků byla pokládána za jednu z jeho žen - 1Král 1, 1–3 (Kral, ČEP), považoval to Šalomoun za nový útok na královskou korunu - sr. 2Sam 16, 21 (Kral, ČEP) a dal ho zavraždit - 1Král 2, 25 (Kral, ČEP).
Dále se pod tímto jménem skrývá jeden z těch, kteří stvrdili smlouvu lidu s Bohem po návratu ze zajetí babylonského Neh 10, 16 (Kral, ČEP).
Třetí možností je jeden z levitů, poslaných Josafatem do judských měst, aby tam vyučoval zákonu Hospodinovu 2Pa 17, 8 (Kral, ČEP).